# Henfil - Educação e Sustentabilidade
Henfil - Educação e Sustentabilidade é uma ONG fundada em 2000 pelo educador Mateus Prado que atua em diversos projetos ligados à memória do cartunista Henfil e em atividades sociais, especialmente voltadas a vestibular e Enem. Em 2013, a ONG, juntamente com o filho de Henfil, Ivan Cosenza de Souza, relançou a clássica revista Fradim, ganhando no ano seguinte o Troféu HQ Mix na categoria "melhor publicação de clássico".